# 逗子開成高校八方尾根遭難事故
逗子開成高校八方尾根遭難事故（ずしかいせいこうこうはっぽうおねそうなんじこ）は、1980年12月に長野県北安曇郡白馬村の八方尾根で発生した、逗子開成高等学校の課外活動（冬山登山）における遭難事故。生徒5人と顧問教師1人が死亡した。学校の責任をめぐって生徒遺族から訴訟が起こされたが、最終的に和解となった。

## 概要
1980年12月27日、冬休みを利用して八方尾根から唐松岳に向かった逗子開成高等学校山岳部の生徒5名と引率の顧問教師が消息を絶った。翌年5月に全員が遺体で発見される。発見状況などから、沢に迷い込んでビバーク中、またはその以前の段階で死亡して川まで流されたとみられた。
メンバーこそ学校の山岳部員と顧問教師であったものの、顧問教師はこの登山旅行の許可を学校側から得ていなかったため、学校側（安井常義理事長・川本保校長）はこれを「私的な旅行」と主張をして管理責任を否認し、生徒遺族の賠償要求を拒絶した。これに憤慨した遺族側は、学校を相手取って1982年3月に損害賠償を求める形で提訴した。
裁判を巡って経営陣や教職員も含め校内の意見は二分し、1980年代初頭には学校運営が大きく傾きかけた。しかし、卒業生でもある徳間書店社長・徳間康快が、事態収拾と母校再建のため経営に参入。徳間書店の財力を背景に理事会での主導権を握ると、八方尾根問題の早期解決を主張して積極的行動をとった。これにより理事会は裁判所からの和解勧告の受け入れを決定し、学校側の管理責任を認め遺族と和解した。和解は1984年1月だった。

## 関連話題
- 顧問教師には冬山経験はほとんどなく、生徒も冬山経験は皆無であった。また遭難時にはツェルトや方位磁針を持って行かずにテントに残したままだったという。
- 山岳部が登山へ発つ数日前、教員の飲み会に参加していた顧問教師は、隣の席に座っていた教員に「今年の八方の冬は厳しい」という趣旨の発言をしていた。
- 事故後、学校教員総出で捜索を行った際、崖の事故現場の付近で足を滑らせる者が多かったという。

## 関連文献
- 本多勝一「リーダーに過失責任はなかったか--高校山岳部の遭難と責任」『山と渓谷』1984年10月号、pp.159 - 164
- 本多勝一「リーダーは何をしていたか」朝日新聞社、1997年